# Атанас Семерджиев
Атанас Георгиев Семерджиев е деец на Българската комунистическа партия, висш офицер (генерал-полковник) и политик.
Участва в партизанското движение в България по време на Втората световна война (1942 – 1944), става командир на партизанската бригада „Чепинец“, участва във войната срещу Нацистка Германия.
Той е най-дългогодишният началник на Генералния щаб на БНА (1962 – 1989), първи заместник-министър на народната отбрана (1966 – 1989), член на ЦК на БКП (1962 – 1990) и на ВС на БСП (1990 – 1992). Министър на вътрешните работи (1989 – 1990), отговорен за унищожаване на досиетата на агентурния апарат на Държавна сигурност. Първият и единствен вицепрезидент на България (1990 – 1992), избран не на избори, а непряко, от Народното събрание. Народен представител в VII ВНС и V – IX НС. Автор е на мемоарни книги и военно-теоретични трудове.

## Биография

### Произход, образование и младежки години
Атанас Семерджиев е роден на 21 май 1924 г. в с. Лъджене, днес квартал на Велинград. Произхожда от бедно чиновническо семейство. Баща му е служещ, член на БРП (к.) след 9 септември 1944 г., а майка му е домакиния също членка на БРП (к.). Учи в Пазарджишката гимназия, където е активен член на Работническия младежки съюз (РМС) от 1939 г. Има незавършено общо – средно реално образование.
Задържан е от полицията през октомври 1941 г. с група другари, но не е правил показания. Излиза в нелегалност от 16 декември 1941 г. и от април 1942 г. е партизанин в Родопския партизански отряд „Антон Иванов“. От 1943 г. е член на БРП (т.с.) и командир на чета „Братя Кръстини“, която прераства в партизанска бригада „Чепинец“. След това е командир на бригадата.

### Военна дейност
През 1944 г. участва във Втората световна война срещу Нацистка Германия, като помощник-командир на дружина в 27-и пехотен полк (от септември до декември 1944 г.). След това довършва образованието си, завършва военно-съкратен курс на НВУ „В. Левски“ (януари-септември 1946). Получава гимназиална диплома в Пазарджик и отново постъпва на служба в Българската армия. От 1 януари до 1 октомври 1946 г. е член на ОК на БРП (к.) и член на ОК на РМС. Между ноември 1946 и януари 1948 г. е командир на дружина в Разузнавателното управление на Министерството на отбраната. До 1 януари 1948 г. работи като помощник-началник на секция в Разузнавателния отдел при Генералния щаб.
От 1 януари 1948 до 6 декември 1950 г. завършва в СССР престижната руска Военна академия „М. Фрунзе“, а през 1958 – 1960 г. – генералщабната академия „Климент Ворошилов“. От декември 1950 до юни 1951 г. е командир на бригада в Разузнавателното управление. От юни 1951 г. е назначен за заместник-началник на Оперативното управление по оперативна подготовка и контрол и началник на отдел „Информация“ (6 отдел) на Разузнавателното управление. Остава на тази позиция до ноември 1952 г., когато е назначен за заместник-началник на Оперативното управление Генералния щаб по оперативна подготовка и контрол. От 1953 до 1960 г. е началник на Оперативното управление на Генералния щаб. Между 1960 и 1962 г. е началник-щаб на Втора армия в Пловдив. След 1962 г. е началник на генералния щаб в продължение на 27 г.

### Политическа дейност

#### Преди ноемврийския пленум от 10 ноември 1989 г.
От 5 ноември 1962 г. генерал-лейтенат Семерджиев е кандидат-член на ЦК на БКП и първи заместник-министър на народната отбрана. След 19 ноември 1966 г. е пълноправен член на ЦК.

#### След промените от 1989 г.
След падането на комунистическите режими и смяната на политическата система през есента на 1989 г. в страните от т.нар. Източен блок настъпват някои промени в номенклатурните структури, установени дотогава от съществуващата репресивна власт. В България тези събития се свързват с датата 10 ноември 1989 г., когато Тодор Живков е освободен от длъжността генерален секретар в партията (фактически държавен глава на страната).
На 27 декември 1989 г. ген. Атанас Семерджиев е назначен за министър на вътрешните работи в правителството на Георги Атанасов (юни 1986 – февруари 1990). От 29 януари 1990 г., със строго секретна от особена важност докладна записка, ген. Атанас Семерджиев разпорежда прочистване на досиетата на агентурния апарат на Държавна сигурност (ДС). Няколко години по-късно срещу генерал Семерджиев е заведено дело във връзка с тази негова заповед, издадена в качеството му на министър на вътрешните работи на България.
Атанас Семерджиев заема отново поста министър на вътрешните работи и при следващото правителство – първото правителство на Андрей Луканов (8 февруари 1990 – 2 август 1990). След преименуването на БКП остава член на Висшия съвет на БСП.

#### Вицепрезидент (вицепредседател) на Републиката
През август 1990 г. след оставката на Петър Младенов, в резултат на компромисно политическо споразумение между управляващата БСП и опозицията, Атанас Семерджиев е избран за вицепрезидент, като президент става Желю Желев – лидерът на опозиционния Съюз на демократичните сили. Уволнява се от Българската армия със звание генерал-полковник.

### Агентурна дейност
С Решение №7 от 19 юли 2007 г. на Комисията за разкриване на документите и за обявяване на принадлежност на български граждани към Държавна сигурност и разузнавателните служби на БНА се оповестява агентурната дейност на Атанас Георгиев Семерджиев в качеството му на съдържател на явка под името „Славейчето“. Името му фигурира също и в Решение №14 от 4 септември 2007 г. на същата комисия.

### Признания за извършено убийство
По време на интервю от бившият журналист от СКАТ Георги Жеков си признава, че е убил предателя на Вела Пеева. Горският стражар Иван Божков, който отрязва главата на Вела Пеева, която доставя за опознаване на командира на жандармеристите, а след опознаването поставя главата на всеобщ показ (за тези действия той получава премия 100 000 лева.

## Съдебно дело
През 1992 година прокуратурата започва разследване за унищожаване на досиета на комунистическата Държавна сигурност срещу генерал Семерджиев и началника на Трети отдел („Архиви“) на ДС генерал Нанка Серкеджиева. Започва дело по обвинения, че в качеството си на вътрешен министър Атанас Семерджиев е наредил унищожаване на 134 102 агентурни дела. Повод за това е строго секретна от особена важност докладна записка № ІV – 68 от заместник-министъра ген. л-т Ст. Савов, която е изготвена от отдел „Архиви“ и утвърдена от генерал Семерджиев като министър на вътрешните работи. В нея се предлага поради усложнена политическа и оперативна обстановка, от делата на изключената агентура да се унищожат работните дела на чужди граждани, както и личните и работни дела на секретни сътрудници – български граждани. За унищожените дела да се изготвят формализирани картони-заместители без имена, а само с псевдоними и регистрационен номер, които да се микрофилмират. Преструктурирането да създаде резервен фонд, в който да се запазят всички важни документи под ръководството на ген. Нанка Серкеджиева като шеф на отдел „Архиви“. Фондът е изнесен в секретен обект на МВР далеч от София.
Десет години по-късно, на 11 април 2002 г. Върховният касационен съд налага на генерал Семерджиев присъда лишаване от свобода за 4 години и 6 месеца, а на ген. Серкеджиева – 2 години, при общ режим на изтърпяване Двамата са признати за виновни за злоупотреба с власт и превишаване на служебните им правомощия, заради унищожаването на 144 235 досиета през 1990 година. Семерджиев е поставен под домашен арест, който продължава две години и половина, след което мярката е заменена с подписка и парична гаранция. Обжалват и Върховният съд установява, че произнесените присъди са плод на политическа преднамереност и са юридически несъстоятелни. През 2003 година присъдата е отменена, делото е върнато на прокуратурата за доразследване и не е вкарано повече в съда. Новата мярка за неотклонение е снета през пролетта на 2005 г., а през 2006 г. делото окончателно е прекратено.

## Семейство
Атанас Семерджиев има един брат и две сестри. Брат му и сестра му Славка са членове на БКП. Другата му сестра е членка на ДКМС. Жена му произхожда от чиновническо семейство и по народност е еврейка. Баща ѝ е учител, а майка ѝ е аптекарка – членка на БКП. Самата тя като ученичка в 4 и 5 клас е членка на „Бранник“, но фашистки прояви няма. Членка е на ОФ. Вуйчо ѝ, брат на майка ѝ, през 1927 – 1928 година е работник в Швейцария. По-късно се развеждат.
Атанас Семерджиев има двама синове – Цветан и Емил. И двамата са научни работници в областта на комуникационната и информационна техника. Цветан Семерджиев е професор, доктор на науките, преподавател във Военна академия – София. Автор е на книгите „Информационна война“, „Войната на мрежите“, „Информационна сигурност“, „Стратегическо ръководство и лидерство. Организации“, „Стратегическо ръководство и лидерство. Среда“, както и на множество статии в списание „Военен журнал“, някои в съавторство със своя брат. Емил Семерджиев (1956 – 2001) е доцент, доктор на науките. Автор е на книгата „Не дърпай вертолета за опашката“. Почива от рак. След смъртта му Атанас Семерджиев помага на семейството му. Има внук и внучка от сина си Емил и внук от сина си Цветан.

## Награди и отличия
Награден е със званието „Герой на социалистическия труд“, орден „Народна република България“ I, II и III степен и два ордена „Георги Димитров“.

## Последни години
След пенсионирането си Атанас Семерджиев живее сам в четиристайния си апартамент в центъра на София. През 2001 г. екип на клиниката на д-р Чирков му присажда изкуствена аортна клапа на сърцето. Доживява 90-годишния си юбилей, но го посреща в много тежко здравословно състояние, прикован на легло във военния санаториум в родния си Велинград. Преди това е настаняван в различни болнични заведения във Варна и Банкя. През последните няколко години от живота си не може да съществува без чужда помощ. Придвижва се трудно до леглото с проходилка, храни го помощник. За насъщните му нужди се грижи единствено придружител. Почива на 8 май 2015 г. в София.

## Военни звания
- Капитан – 11 септември 1944
- Майор – 9 септември 1947
- Подполковник – 14 декември 1950
- Полковник – 30 април 1951
- Генерал-майор – 4 октомври 1957
- Генерал-лейтенант – 29 април 1962
- Генерал-полковник – 7 май 1965[22]